# Tyrese Francois
Tyrese Francois (Campbelltown, Nueva Gales del Sur, Australia, 16 de julio de 2000) es un futbolista australiano. Juega de centrocampista y su equipo es el Wigan Athletic F. C. de la League One.

## Trayectoria
En 2013 entró a las inferiores del Fulham F. C. Debutó con el primer equipo el 27 de agosto de 2019 contra el Southampton F. C. en la Copa de la Liga. El 2 de septiembre de 2022 fue anunciado su préstamo al H. N. K. Gorica, de Croacia, por un periodo de una temporada. En la siguiente también fue prestado para competir durante el tramo final de la misma con el Vejle Boldklub.
El 19 de julio de 2024, tras haber abandonado el equipo londinense al expirar su contrato, fichó por el Wigan Athletic F. C.

## Selección nacional
Es internacional con Australia sub-23. En septiembre de 2022 fue convocado por primera vez con la selección absoluta para dos amistosos ante Nueva Zelanda.

## Estadísticas
Actualizado al último partido disputado el 23 de noviembre de 2024.
| Club                            | Div.          | Temporada     | Liga  | Liga  | Copas nacionales | Copas nacionales | Total | Total |
| Club                            | Div.          | Temporada     | Part. | Goles | Part.            | Goles            | Part. | Goles |
| ------------------------------- | ------------- | ------------- | ----- | ----- | ---------------- | ---------------- | ----- | ----- |
| Fulham F. C. Inglaterra         | 2.ª           | 2019-20       | 0     | 0     | 1                | 0                | 1     | 0     |
| Fulham F. C. Inglaterra         | 1.ª           | 2020-21       | 1     | 0     | 1                | 0                | 2     | 0     |
| Fulham F. C. Inglaterra         | 2.ª           | 2021-22       | 2     | 0     | 2                | 0                | 4     | 0     |
| Fulham F. C. Inglaterra         | 1.ª           | 2022-23       | 1     | 0     | 1                | 0                | 2     | 0     |
| H. N. K. Gorica · Croacia       | 1.ª           | 2022-23       | 10    | 1     | 2                | 0                | 12    | 1     |
| H. N. K. Gorica · Croacia       | Total club    | Total club    | 10    | 1     | 2                | 0                | 12    | 1     |
| Fulham F. C. Inglaterra         | 1.ª           | 2023-24       | 0     | 0     | 2                | 0                | 2     | 0     |
| Fulham F. C. Inglaterra         | Total club    | Total club    | 4     | 0     | 7                | 0                | 11    | 0     |
| Vejle Boldklub Dinamarca        | 1.ª           | 2023-24       | 15    | 0     | ―                | ―                | 15    | 0     |
| Vejle Boldklub Dinamarca        | Total club    | Total club    | 15    | 0     | 0                | 0                | 15    | 0     |
| Wigan Athletic F. C. Inglaterra | 3.ª           | 2024-25       | 5     | 0     | 2                | 0                | 7     | 0     |
| Wigan Athletic F. C. Inglaterra | Total club    | Total club    | 5     | 0     | 2                | 0                | 7     | 0     |
| Total carrera                   | Total carrera | Total carrera | 34    | 1     | 11               | 0                | 45    | 1     |
| 1.                              |               |               |       |       |                  |                  |       |       |